# دايفيد إبستاين
دايفيد إبستاين (بالإنجليزية: David Epstein)‏ هو مستشار سياسي وشخصية أعمال أسترالي، ولد في 9 يناير 1963 في كيو ‏ في أستراليا.